# Erhart Bauch
Erhart Bauch (* 9. März 1921 in Seelingstädt; † 26. März 1991 in Delphi) war ein deutscher Grafiker, Typograf,  Illustrator und Hochschullehrer.

## Leben und Werk
Bauch erlernte von 1935 bis 1939 den Beruf eines Schriftsetzers. Dann wurde er zur Wehrmacht eingezogen und nahm als Soldat am Zweiten Weltkrieg teil. Nach der Entlassung aus der Kriegsgefangenschaft studiert er von 1949 bis 1953 an der Hochschule für Grafik und Buchkunst in Leipzig. Von 1953 bis 1957 war er in Leipzig Verlagsmitarbeiter. Danach arbeitete er bis 1964 als freischaffender Grafiker und Typograf für verschiedene Verlage. Zudem zeichnete er Bildbänder (Dia-Rollfilme), die sich auf Märchenvorlagen bezogen. Von 1964 bis 1973 lehrte er in Berlin an der Kunsthochschule Weißensee und dann an der Fachschule für Werbung und Gestaltung, deren Direktor er von 1973 bis zu seiner Emeritierung 1986 war. Danach arbeitete er als freischaffender Grafiker und Illustrator.
Bauch war Mitglied des Verbands Bildender Künstler der DDR.

## Ehrungen
- 1981: Orden Banner der Arbeit Stufe III
- 1986: Vaterländischen Verdienstorden in Bronze

## Werke (Auswahl)

### Buchillustrationen
- Frau Holle. [Märchenbuch], Gebrüder Grimm. Leiv, Leipzig, 2007, ISBN 978-3-89603-298-0
- Die Abenteuer des kleinen Muck. [Märchenbuch], Wilhelm Hauff. Leiv, Leipzig, 2007, ISBN 978-3-89603-297-3
- Das tapfere Schneiderlein. [Märchenbuch], Gebrüder Grimm. Leiv, Leipzig, 2007, ISBN 978-3-89603-284-3
- Spuk im Schloss. irisches Märchen [Märchenbuch]. Leiv, Leipzig, 2007, ISBN 978-3-89603-283-6
- Der mutige Köhler und andere Volkssagen um Stände und Berufe aus dem Anhaltischen. Verlag Die Wirtschaft, Berlin, 1990, ISBN 3-349-00584-5
- Der listige Schmied und andere Volkssagen um Stände und Berufe aus dem Brandenburgischen. Verlag Die Wirtschaft, Berlin, 1989, ISBN 3-349-00561-6
- Der schweigsame Fischer und andere Volkssagen um Stände und Berufe aus dem Mecklenburgischen. Verlag Die Wirtschaft, Berlin, 1989, ISBN 3-349-00692-2
- Der pfiffige Bauer und andere Volkssagen um Stände und Berufe aus dem Thüringischen. Verlag Die Wirtschaft, Berlin, 1989, ISBN 3-349-00691-4
- Der böse Advokat und andere Volkssagen um Stände und Berufe aus dem Sächsischen. Verlag Die Wirtschaft, Berlin, 1989, ISBN 3-349-00690-6

### Bildbänder (Auswahl)
- 1956: Brüder Grimm: Die Gänsehirtin am Brunnen (Bearbeiterin: Ilse Korn, hrsg. von Gesellschaft für Deutsch-Sowjetische Freundschaft)
- 1957: Dimitri Nagischkin: Kile Bamba und der Recke Lotsche – Ein Märchen vom Amur (Bearbeiterin: Edith Bergner, hrsg. von Gesellschaft für Deutsch-Sowjetische Freundschaft)
- 1959: Japanisches Märchen: Das Geschenk des Bettlers (Bearbeiterin: Ilse Korn, hrsg. von Gesellschaft für Deutsch-Sowjetische Freundschaft)
- 1959: Turkmenisches Märchen: Das Zaubersteinchen (Bearbeiterin: Ilse Korn, hrsg. von Gesellschaft für Deutsch-Sowjetische Freundschaft)
- 1959: Grusinisches Märchen: Der Fischersohn (Bearbeiterin: Ilse Korn, hrsg. von Gesellschaft für Deutsch-Sowjetische Freundschaft)
- 1960: Hans Christian Andersen: Die Nachtigall (Bearbeiterin: Ilse Korn, hrsg. von Gesellschaft für Deutsch-Sowjetische Freundschaft)
- 1960: Chinesisches Märchen: Die rote Perle (Bearbeiterin: Ilse Korn, hrsg. von Gesellschaft für Deutsch-Sowjetische Freundschaft)
- 1961: Pawel Baschow: Die Herrin des Kupferberges (Bearbeiterin: Ilse Korn, hrsg. von Gesellschaft für Deutsch-Sowjetische Freundschaft)
- 1961: Pawel Baschow: Die steinerne Blume – Ein Märchen aus dem Ural (Bearbeiterin: Ilse Korn, hrsg. von Gesellschaft für Deutsch-Sowjetische Freundschaft)
- 1962: Michael Kotschnew: Das Birkenmännlein (Bearbeiterin: Ilse Korn, hrsg. von Gesellschaft für Deutsch-Sowjetische Freundschaft)
- 1962: Russisches Märchen: Der hölzerne Adler (Bearbeiterin: Ilse Korn, hrsg. von Gesellschaft für Deutsch-Sowjetische Freundschaft)
- 1962: Russisches Märchen: Fünfe zogen in den Wald (auch Bearbeiter, hrsg. von Gesellschaft für Deutsch-Sowjetische Freundschaft)
- 1963: Udmurtisches Märchen: Der gierige Kaufmann (auch Bearbeiter, hrsg. von Gesellschaft für Deutsch-Sowjetische Freundschaft)

### Essay
- Die Entwicklung der künstlerischen Persönlichkeit. In: Bildende Kunst, Berlin, 1968, S. 59–64

## Teilnahme an zentralen und wichtigen regionalen Ausstellungen in der DDR
- 1957 bis 1986: Berlin, sechs Bezirkskunstausstellungen (Gebrauchsgrafik)
- 1972 bis 1988: Dresden, VII. bis X. Kunstausstellung der DDR
- 1979: Berlin, Ausstellungszentrum am Fernsehturm („Die Buchillustrationen in der DDR. 1949 – 1979“)